# 2011-es Selyemút-rali
A 2011-es Selyemút-rali a harmadik versenye volt a Selyemút-rali versenysorozatának. A versenyt kizárólag Oroszországban rendezték meg. A viadalon csupán autós és kamionos egységek vettek részt. A versenyen első alkalommal vettek részt magyar egységek is: az autós Szalay-Bunkoczi páros az Opel Antarával és a kamionos Kovács-Czeglédi-Tóth trió.

## Résztvevők
A versenyen 95, mások szerint 105 autó és 35 kamion indult el.

## Útvonal
A verseny az orosz fővárosból, Moszkvából indult. A rajtceremóniát július 10-én tartották a Vörös téren,. A versenyzők hét nap alatt nem tartottak pihenőnapot.
|    | Útvonal    | Útvonal    | Útvonal    | Útvonal   | Útvonal   | Útvonal |
| #  | Dátum      | Honnan     | Hová       | Speciális | Összekötő | Össztáv |
| -- | ---------- | ---------- | ---------- | --------- | --------- | ------- |
| 1. | július 10. | Moszkva    | Lipeck     | 261 km    | –         | 573 km  |
| 2. | július 11. | Lipeck     | Volgográd  | 484 km    | 363 km    | 850 km  |
| 3. | július 12. | Volgográd  | Asztrahán  | 432 km    | 158 km    | 590 km  |
| 4. | július 13. | Asztrahán  | Asztrahán  | 400 km    | 20 km     | 420 km  |
| 5. | július 14. | Asztrahán  | Sztavropol | 689 km    | 76 km     | 765 km  |
| 6. | július 15. | Sztavropol | Majkop     | 204 km    | 251 km    | 425 km  |
| 7. | július 16. | Majkop     | Szocsi     | törölve   | km        | km      |

## Szakaszok győztesei
| Szakasz | Szakaszok győztesei                       | Szakaszok győztesei                                           |
| Szakasz | Autók                                     | Kamionok                                                      |
| ------- | ----------------------------------------- | ------------------------------------------------------------- |
| 1.      | A. Zsedulov (RUS) · A. Rudnickij (BLR)    | E. Nyikolajev (RUS) · S. Szavosztyin (RUS) · V. Ribakov (RUS) |
| 2.      | S. Peterhansel (FRA) · J-P. Cottret (FRA) | F. Kabirov (RUS) · A. Mokejev (RUS) · A. Tanin (RUS)          |
| 3.      | K. Hołowczyc (POL) · J-M. Fortin (BEL)    | A. Margyejev, (RUS) · A. Beljajev (RUS) · A. Mirnij (RUS)     |
| 4.      | S. Peterhansel (FRA) · J-P. Cottret (FRA) | A. Loprais (CZE) · M. Holan (CZE) · V. Stajf (CZE)            |
| 5.      | K. Hołowczyc (POL) · J-M. Fortin (BEL)    | F. Kabirov (RUS) · A. Mokejev (RUS) · A. Tanin (RUS)          |
| 6.      | A szelektív szakaszt törölték             | A szelektív szakaszt törölték                                 |

## Szakaszok összegzése
Az alábbi táblázatban a szakaszok utáni összetett állás, első helyén álló versenyzője van feltüntetve, kategóriánként.

## Közvetítés
A versenyt 190 ország 34 csatornáján közvetítették. Magyarországon az Eurosport és a TV2 minden nap tudósított az aznapi eseményekről.